# Tomáš Mikyska
Tomáš Mikyska (ur. 2 lutego 2000 w Ústí nad Orlicí) – czeski biathlonista, dwukrotny medalista mistrzostw świata juniorów.

## Kariera
Po raz pierwszy na arenie międzynarodowej pojawił się 4 lutego 2017 roku w Novym Měscie, gdzie w zawodach Pucharu IBU juniorów zajął 36. miejsce w sprincie. Na rozgrywanych rok później mistrzostwach świata juniorów w Otepää zdobył srebrny medal w sztafecie. Jeszcze czterokrotnie startował na imprezach tego cyklu, w tym zdobywając brązowy medal w sztafecie podczas mistrzostw świata juniorów w Obertilliach w 2021 roku.
W zawodach Pucharu Świata zadebiutował 29 listopada 2020 roku w Kontiolahti, zajmując 60. miejsce w sprincie. Pierwsze pucharowe punkty zdobył dwa lata później w tej samej miejscowości, kiedy zajął 32. miejsce w biegu pościgowym. 

## Osiągnięcia

### Mistrzostwa świata
| Rok  | Miejscowość | Konkurencje | Konkurencje | Konkurencje | Konkurencje | Konkurencje | Konkurencje | Konkurencje |
| Rok  | Miejscowość | IN          | SP          | PU          | MS          | RL          | MR          | SR          |
| ---- | ----------- | ----------- | ----------- | ----------- | ----------- | ----------- | ----------- | ----------- |
| 2023 | Oberhof     | 14.         | 60.         | 31.         | 14.         | 4.          | 5.          | –           |
| 2024 | Nové Město  | 10.         | 33.         | 27.         | 26.         | 7.          | 14.         | –           |
| 2025 | Lenzerheide | 63.         | –           | –           | –           | 6.          | –           | –           |

### Mistrzostwa świata juniorów
| Rok  | Miejscowość    | Konkurencje | Konkurencje | Konkurencje | Konkurencje | Konkurencje | Konkurencje | Konkurencje |
| Rok  | Miejscowość    | IN          | SP          | PU          | MS          | RL          | MR          | SR          |
| ---- | -------------- | ----------- | ----------- | ----------- | ----------- | ----------- | ----------- | ----------- |
| 2017 | Osrblie        | 32.         | 36.         | 31.         | nd.         | 8.          | nd.         | nd.         |
| 2018 | Otepää         | –           | 49.         | 43.         | nd.         | 2.          | nd.         | nd.         |
| 2019 | Osrblie        | 17.         | 5.          | 9.          | nd.         | 6.          | nd.         | nd.         |
| 2020 | Lenzerheide    | 53.         | 21.         | 19.         | nd.         | 6.          | nd.         | nd.         |
| 2021 | Obertilliach   | 20.         | 12.         | 10.         | nd.         | 3.          | nd.         | nd.         |
| 2022 | Soldier Hollow | 11.         | 18.         | 8.          | nd.         | 4.          | nd.         | nd.         |

### Puchar Świata

#### Miejsca w klasyfikacji generalnej
| Sezon     | Miejsce           |
| --------- | ----------------- |
| 2020/2021 | niesklasyfikowany |
| 2021/2022 | nie brał udziału  |
| 2022/2023 | 52.               |
| 2023/2024 | 94.               |
| 2024/2025 |                   |

#### Miejsca na podium indywidualnie
Mikyska nie stanął na podium indywidualnych zawodów PŚ.